# Allemagne aux Jeux olympiques de 1908
L'Allemagne participe aux Jeux olympiques de 1908 à Londres en Grande-Bretagne du 27 avril au 31 octobre 1908. Il s'agit de sa 4e participation à des Jeux d'été.

## Médailles

### Médailles d'or
| Sport               | Discipline          | Athlète(s)                  | Performance        | Date               |
| Médailles d'or : 3  | Médailles d'or : 3  | Médailles d'or : 3          | Médailles d'or : 3 | Médailles d'or : 3 |
| ------------------- | ------------------- | --------------------------- | ------------------ | ------------------ |
| Natation            | 100 mètres dos      | Arno Bieberstein            | 1 min 24 s 6       | 17 juillet         |
| Patinage artistique | Couple              | Anna Hübler Heinrich Burger | 11,20 points       | 29 octobre         |
| Plongeon            | Tremplin à 3 mètres | Albert Zürner               | 85,5 points        | 18 juillet         |

### Médailles d'argent
| Sport                  | Discipline                   | Athlète(s)                                           | Performance              | Date                   |
| Médailles d'argent : 5 | Médailles d'argent : 5       | Médailles d'argent : 5                               | Médailles d'argent : 5   | Médailles d'argent : 5 |
| ---------------------- | ---------------------------- | ---------------------------------------------------- | ------------------------ | ---------------------- |
| Athlétisme             | Relais olympique             | Hanns Braun Hans Eicke Arthur Hoffmann Otto Trieloff | 3 min 32 s 4             | 25 juillet             |
| Cyclisme               | Poursuite par équipes hommes | Max Götze Rudolf Katzer Hermann Martens Karl Neumer  | 2 min 28 s 6             | 17 juillet             |
| Patinage artistique    | Dame                         | Elsa Rendschmidt                                     | 211,0 points             | 29 octobre             |
| Plongeon               | Tremplin à 3 mètres          | Kurt Behrens                                         | 85,3 points              | 18 juillet             |
| Tennis                 | Simple messieurs             | Otto Froitzheim                                      | battu par Josiah Ritchie | 11 juillet             |

### Médailles de bronze
| Sport                   | Discipline                  | Athlète(s)                  | Performance             | Date                    |
| Médailles de bronze : 5 | Médailles de bronze : 5     | Médailles de bronze : 5     | Médailles de bronze : 5 | Médailles de bronze : 5 |
| ----------------------- | --------------------------- | --------------------------- | ----------------------- | ----------------------- |
| Athlétisme              | 800 mètres                  | Hanns Braun                 | 1 min 55 s 2            | 21 juillet              |
| Aviron                  | Deux de couple sans barreur | Willi Düskow Martin Stahnke | ?                       | 31 juillet              |
| Aviron                  | Skiff                       | Bernard Von Gaza            | DNF                     | 31 juillet              |
| Cyclisme                | 660 yards hommes            | Karl Neumer                 | ?                       | 15 juillet              |
| Plongeon                | Tremplin à 3 mètres         | Gottlob Walz                | 80,8 points             | 18 juillet              |

## Athlétisme
Hommes
Courses
| Athlète                   | Épreuve | Séries   | Séries       | Demi-finales | Demi-finales | Finale   | Finale |
| Athlète                   | Épreuve | Résultat | Rang         | Résultat     | Rang         | Résultat | Rang   |
| ------------------------- | ------- | -------- | ------------ | ------------ | ------------ | -------- | ------ |
| Carl Bechler              | 100 m   | 11 s 4   | 2e (éliminé) | –            | –            | –        | –      |
| Hans Eicke                | 100 m   | 11 s 6   | 3e (éliminé) | –            | –            | –        | –      |
| Paul Fischer              | 100 m   | DNF      | -            | –            | –            | –        | –      |
| Arthur Hoffmann           | 100 m   | 11 s 4   | 3e (éliminé) | –            | –            | –        | –      |
| Arthur Hoffmann           | 200 m   | ?        | 2e (éliminé) | –            | –            | –        | –      |
| Willy Kohlmey             | 100 m   | 12 s 0   | 3e (éliminé) | –            | –            | –        | –      |
| Heinrich Rehder           | 100 m   | 11 s 8   | 3e (éliminé) | –            | –            | –        | –      |
| Otto Trieloff             | 400 m   | ?        | 2e (éliminé) | –            | –            | –        | –      |
| Hermann von Bönninghausen | 100 m   | 12 s 0   | 5e (éliminé) | –            | –            | –        | –      |

## Lutte
| Athlète             | Compétition    | Qualification       | Huitièmes de finale   | Quarts de finale    | Demi-finales        | Repêchage 1         | Repêchage 2         | Finale              | Finale |   |
| Athlète             | Compétition    | Adversaire Résultat | Adversaire Résultat   | Adversaire Résultat | Adversaire Résultat | Adversaire Résultat | Adversaire Résultat | Adversaire Résultat | Rang   |   |
| ------------------- | -------------- | ------------------- | --------------------- | ------------------- | ------------------- | ------------------- | ------------------- | ------------------- | ------ | - |
| Lutte gréco-romaine |                |                     |                       |                     |                     |                     |                     |                     |        |   |
| Wilhelm Grundmann   | Moins de 73 kg | exempt              | Battu par Jaap Belmer | –                   | –                   | –                   | –                   | –                   | –      | – |

## Natation
Hommes
| Athlète          | Épreuve      | Séries       | Séries       | Demi-finales | Demi-finales | Finale       | Finale                         |
| Athlète          | Épreuve      | Résultat     | Rang         | Résultat     | Rang         | Résultat     | Rang                           |
| ---------------- | ------------ | ------------ | ------------ | ------------ | ------------ | ------------ | ------------------------------ |
| Arno Bieberstein | 100 m dos    | 1 min 25 s 6 | 1er          | 1 min 25 s 6 | 1er          | 1 min 24 s 6 | Médaille d'or, Jeux olympiques |
| Gustav Aurisch   | 100 m dos    | 1 min 27 s 4 | 1er          | 1 min 28 s 2 | 1er          | ?            | ?                              |
| Max Ritter       | 100 m dos    | 1 min 33 s 4 | 1er          | ?            | 3e (éliminé) | -            | -                              |
| Richard Rösler   | 200 m brasse | 3 min 18 s 0 | 2e (éliminé) | -            | -            | -            | -                              |
| Erich Zeidel     | 200 m brasse | 3 min 17 s 2 | 1er          | ?            | 3e (éliminé) | -            | -                              |

## Tennis
| Athlète                | 1/32de finale        | 1/16 de finale           | 1/8 de finale        | Quarts de finale           | Demi-finales                  | Match pour la médaille de bronze | Finale                |   |
| Athlète                | Adversaire Résultat  | Adversaire Résultat      | Adversaire Résultat  | Adversaire Résultat        | Adversaire Résultat           | Adversaire Résultat              | Adversaire Résultat   |   |
| ---------------------- | -------------------- | ------------------------ | -------------------- | -------------------------- | ----------------------------- | -------------------------------- | --------------------- | - |
| Otto Froitzheim        | Powell 6-3, 6-1, 6-4 | Kreuzer 6-2, 6-3, 6-3    | Parke 6-4, 11-9, 6-4 | Caridia 6-4, 6-1, 5-7, 6-1 | Richardson 2-6, 6-1, 6-4, 6-4 | –                                | Ritchie 5-7, 3-6, 4-6 |   |
| Oscar Kreuzer          | Pipes 6-3, 6-1, 6-4  | Froitzheim 2-6, 3-6, 3-6 | –                    | –                          | –                             | –                                | –                     | – |
| Heinrich Schomburgk    | -                    | Germot 5-7, 4-6, 2-6     | –                    | –                          | –                             | –                                | –                     |   |
| Moritz von Bissing     | -                    | Zborzil 6-1, 6-1, 6-4    | Eaves 6-8, 5-7, 5-7  | –                          | –                             | –                                | –                     |   |
| Friedrich-Wilhelm Rahe | Dixon 2-6, 5-7 4-6   | –                        | –                    | –                          | –                             | –                                | –                     |   |

| Athlètes                               | 1/16 de finale                        | 1/8 de finale                         | Quarts de finale    | Demi-finales        | Match pour la médaille de bronze | Finale              |
| Athlètes                               | Adversaire Résultat                   | Adversaire Résultat                   | Adversaire Résultat | Adversaire Résultat | Adversaire Résultat              | Adversaire Résultat |
| -------------------------------------- | ------------------------------------- | ------------------------------------- | ------------------- | ------------------- | -------------------------------- | ------------------- |
| Otto Froitzheim / Heinrich Schomburgk  | Kreuzer / Rahe 6-1, 6-3, 6-3          | Gauntlett / Kitson 6-3, 2-6, 5-7, 3-3 | -                   | -                   | -                                | -                   |
| Oscar Kreuzer / Friedrich-Wilhelm Rahe | Froitzheim / Schomburgk 1-6, 3-6, 3-6 | -                                     | -                   | -                   | -                                | -                   |

## Tir
| Athlète                   | Compétition                    | Qualification | Qualification | Finale | Finale |
| Athlète                   | Compétition                    | Points        | Rang          | Points | Rang   |
| ------------------------- | ------------------------------ | ------------- | ------------- | ------ | ------ |
| Erich Wagner-Hohenlobbese | 1000 yards rifle libre, couché | 12            | 49e (éliminé) | -      | -      |